# Seny de les Hores
El Seny de les Hores o Torre de les Hores és una obra de Martorell (Baix Llobregat) declarada Bé Cultural d'Interès Nacional.

## Descripció
El rellotge, instal·lat al segle xvii, és emplaçat sobre les restes d'una de les torres de la muralla medieval. Fins al 1926, juntament amb la torre hi havia la volta de les hores, que cobria el pas del carrer. Podria ser una obra originàriament del segle XII-XIII però resulta molt difícil de precisar.